# Gare de Cluses
Gare de Cluses – stacja kolejowa w Cluses, w departamencie Górna Sabaudia, w regionie Owernia-Rodan-Alpy, we Francji.
Jest stacją Société nationale des chemins de fer français (SNCF), obsługiwana przez pociągi TGV, Intercités i TER Rhône-Alpes.